# Laihia
Laihia (Laihela en suédois) est une municipalité de l'ouest de la Finlande dans la région d'Ostrobotnie.

## Histoire

### Préhistoire

Le déplacement du rivage du début de l'âge de pierre à nos jours en raison du soulèvement des terres.

Au début de l'âge de pierre, il y a moins de 10 000 ans, Laihia était encore complètement recouverte d'eau après la dernière période glaciaire.
Il y a environ 7 000 ans, les points les plus élevés de la zone ont commencé à s'élever sous forme d'ilots de la mer à Littorines à la suite du rebond post-glaciaire.
De la fin de l'âge de pierre jusqu'à l'âge du fer, Laihia est formée de côtes et d'archipels.
À l'âge du bronze 1500-500 av.JC, les parties centrales et occidentales de Laihia sont composées d'un archipel abritant la côte.
Le peuplement semble s'être concentré dans cette zone.

### Fondation de la paroisse
La paroisse fut fondée en 1576 avec des territoires pris à Korsholm et Isokyrö. L'église en bois a brûlé à plusieurs reprises et la version actuellement visible date de 1805. Le politicien Santeri Alkio, un des pères de l'indépendance du pays, est né à Laihia en 1862.
La commune est une des rares à ne pas avoir au moins une minorité suédophone dans une région traditionnellement bilingue. Les suédophones représentent à peine 1 % de la population, ce qui est bien insuffisant pour prétendre au bilinguisme communal.
Pour les finlandais non originaires de la région, les ostrobotniens en général et les habitants de Laihia en particulier se distinguent par leur pingrerie (Nuukuus en finnois). Les locaux préfèrent bien sûr parler d'économie mais sans pour autant renier le stéréotype.

## Géographie

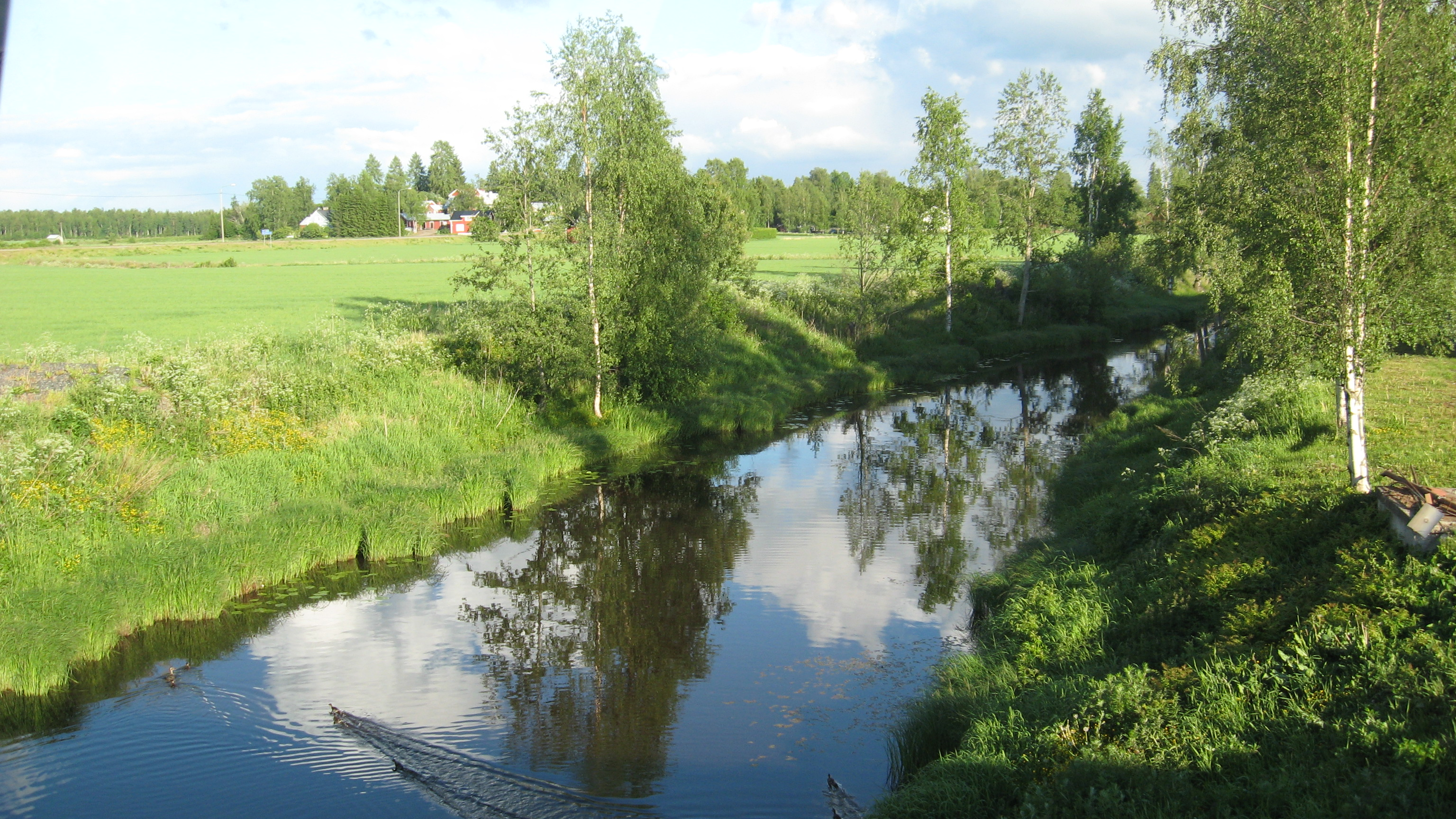
La rivière Laihianjoki.

Grosse commune agricole, elle compte pas moins de 469 fermes éparpillées dans un paysage sans relief sur une superficie d'environ 10 000 hectares.
La majeure partie de la commune est concentrée le long de la rivière Laihianjoki, d'où les parcelles de terres agricoles s'étendent en longues bandes étroites.
Les municipalités voisines sont Malax au sud-ouest, Korsholm à l'ouest, Vähäkyrö au nord, Isokyrö à l'est, Ilmajoki au sud-est et Jurva au sud (les 2 dernières en Ostrobotnie du Sud).

## Transports

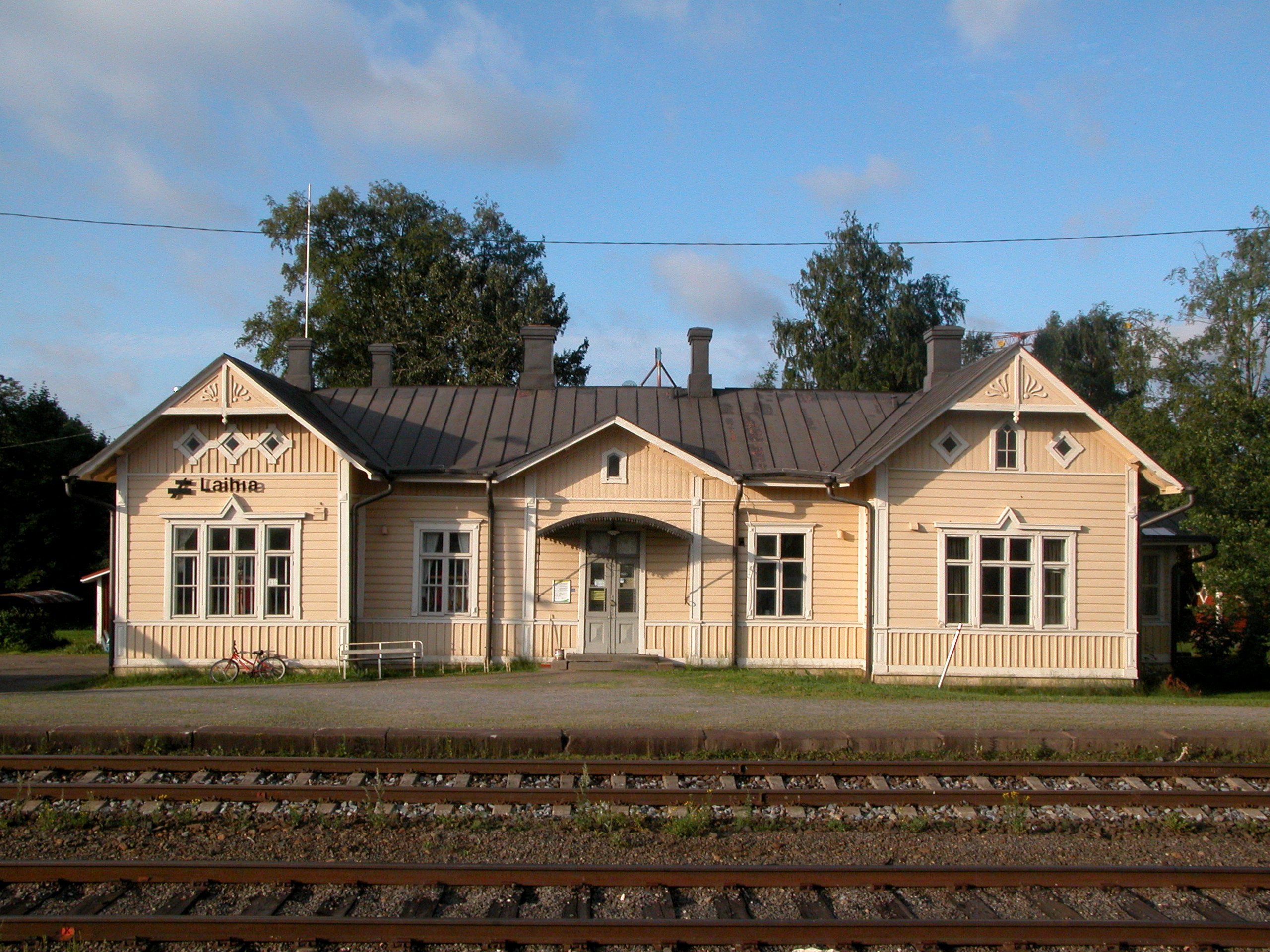
Gare de Laihia

Laihia marque l'intersection de la nationale 3 (E12) venue d'Helsinki et de la nationale 18 venue de Jyväskylä. Les deux continuent ensuite jusqu'à Vaasa, la capitale régionale, distante de 23 km.
Laihia est traversée par la route bleue.
La gare de Laihia est sur la ligne Seinäjoki–Vaasa à 23 kilomètres de Vaasa et 51 kilomètres de Seinäjoki.

## Démographie
Depuis 1980, la démographie de Laihia a évolué comme suit,, :
| Année      | 1980  | 1985  | 1990  | 1995  | 2000  | 2005  | 2010  |
| ---------- | ----- | ----- | ----- | ----- | ----- | ----- | ----- |
| population | 7 028 | 7 448 | 7 604 | 7 576 | 7 414 | 7 564 | 7 870 |

| Année      | 2015  | 2020  |
| ---------- | ----- | ----- |
| population | 8 090 | 8 016 |

## Jumelages
La municipalité de Laihia est jumelée avec :
| Ville | Ville  | Pays | Pays    |
| ----- | ------ | ---- | ------- |
|       | Kil    |      | Suède   |
|       | Trysil |      | Norvège |
|       | Tõrva  |      | Estonie |